# Chiesa di Sant'Udalrico (Nalles)
La chiesa di Sant'Udalrico (in tedesco Kirche St. Ulrich), anche nota come chiesa di San Ulrico, è la parrocchiale a Nalles (Nals) in Alto Adige. Fa parte del decanato di Terlano-Meltina nella diocesi di Bolzano-Bressanone e l'edificio recente risale al XIX secolo.

## Storia
La primitiva chiesa romanica a Nalles fu eretta nel XII secolo e venne citata per la prima volta nel 1309. La chiesa recente è stata edificata sul sito della precedente e conserva parti dell'antico edificio nelle pareti della navata e nel coro. Il nuovo luogo di culto venne edificato all'inizio del XIX secolo secondo il gusto gotico e la sua solenne consacrazione venne celebrata nel 1815. Venne elevato a dignità di chiesa parrocchiale nel 1910.

## Descrizione
La chiesa è un monumento sottoposto a tutela col numero 16195 nella provincia autonoma di Bolzano.

### Esterni
La chiesa si trova all'interno del centro storico di Nalles, accanto al cimitero della comunità. Il prospetto principale è costituito da una parte inferiore di forma rettangolare con paraste che reggono il cornicione sporgente che prosegue anche sulle fiancate laterali. Il portale principale è incorniciato con pietra in due colori e ai lati ha due finestrelle con inferriate. Nella parte superiore si apre una finestra dai contorni curvilinei che porta luce alla sala e ai suoi lati due nicchie con le statue raffiguranti San Niccolò e Sant'Udalrico. Il frontone superiore è anch'esso caratterizzato da forme curvilinee. La torre campanaria si alza staccata dalla struttura, sulla sua sinistra e in posizione arretrata. La cella campanaria si apre con quattro finestre a monofora e la copertura apicale è a cipolla.
Le campane sono sei, una sola di queste è storica e fusa in periodo antecedente alla prima guerra mondiale, quella a morto. Le altre cinque sono state installate nel 1961 dopo che le originali erano state requisite in periodo bellico.

### Interni
La navata interna è unica, in stile barocco molto elaborato e luminosa. Il soffitto è riccamente decorato ad imitazione di rilievi in stucco, in particolare sull'arco santo.
La sala ha una pavimentazione con quadrotte marmoree bicrome, il presbiterio è leggermente elevato e sono presenti tre altari.